# Association québécoise du transport aérien
Pour les articles homonymes, voir AQTA.
L'Association québécoise du transport aérien (AQTA), qui à sa fondation en 1975 s'appelait l’Association des transporteurs aériens de brousse du Québec, puis est devenue jusqu’en avril 2007 l’Association québécoise des transporteurs aériens, est un organisme sans but lucratif qui a pour mission d'être au service et de travailler au développement de l'industrie du transport aérien au Québec.

## Fonctionnement
L'association regroupe environ 150 membres et tient annuellement plusieurs événements qui réunissent les décideurs de l'industrie du transport aérien au Québec. 
Sous l'égide de l'AQTA AéroNolisement est un service dédié à appliquer l'Offre permanente développée par le Service aérien gouvernemental pour le transport aérien des membres de la fonction publique.

## Air Magazine
L'AQTA publie un magazine : Air Magazine (sous-titré « le magazine des gens d'affaires »). Ce magazine traite des différents sujets de l'heure en transport aérien. Il est distribué en kiosque et sur abonnement. Air Magazine est un magazine d'affaires en français qui s'adresse aux intervenants de l'industrie du transport aérien.